# منتخب أذربيجان لاتحاد الرغبي
منتخب أذربيجان الوطني لاتحاد الرغبي هو ممثل أذربيجان الرسمي في المنافسات الدولية في اتحاد الرغبي.